# Gonionotophis laurenti
Espèce
Synonymes
- Mehelya laurenti De Witte, 1959

Gonionotophis laurenti est une espèce de serpents de la famille des Lamprophiidae. 

## Répartition
Cette espèce est endémique de République démocratique du Congo.

## Étymologie
Cette espèce est nommée en l'honneur de Raymond Ferdinand Laurent.

## Publication originale
- de Witte 1959 : Contribution à la faune herpétologique du Congo Belge. Description de trois serpents nouveaux. Revue de zoologie et de botanique africaines, vol. 50, no 3/4, p. 348-351.